# Caroline Burckle
Caroline Burckle (n. 24 iunie 1986, Kentucky, SUA) este o înotătoare ce a reprezentat Statele Unite ale Americii, medaliată olimpică. A participat la o ediție a Jocurilor Olimpice (2008) în care a câștigat două medalii de bronz.